# Keystone (Iowa)
Keystone – miasto w Stanach Zjednoczonych, w stanie Iowa, w hrabstwie Benton. W 2000 roku liczyło 687 mieszkańców.